# مونزونيت كوارتزي

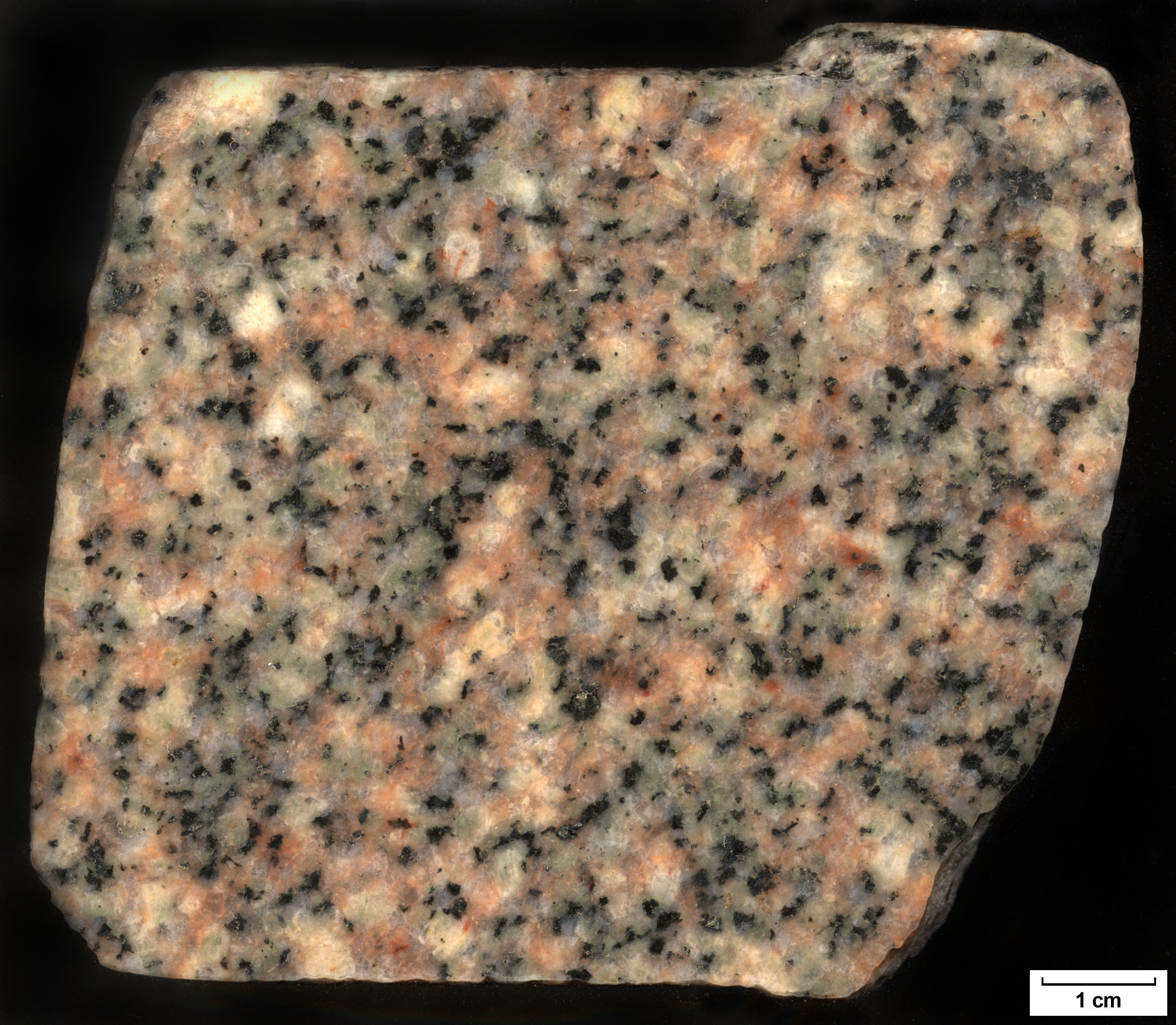
الصخر الأساس المونزونيت الكوارتزي من الحفر الأساسي الماسح الجيولوجي الأمريكي في ويسترن كيب كود، ماساتشوستس

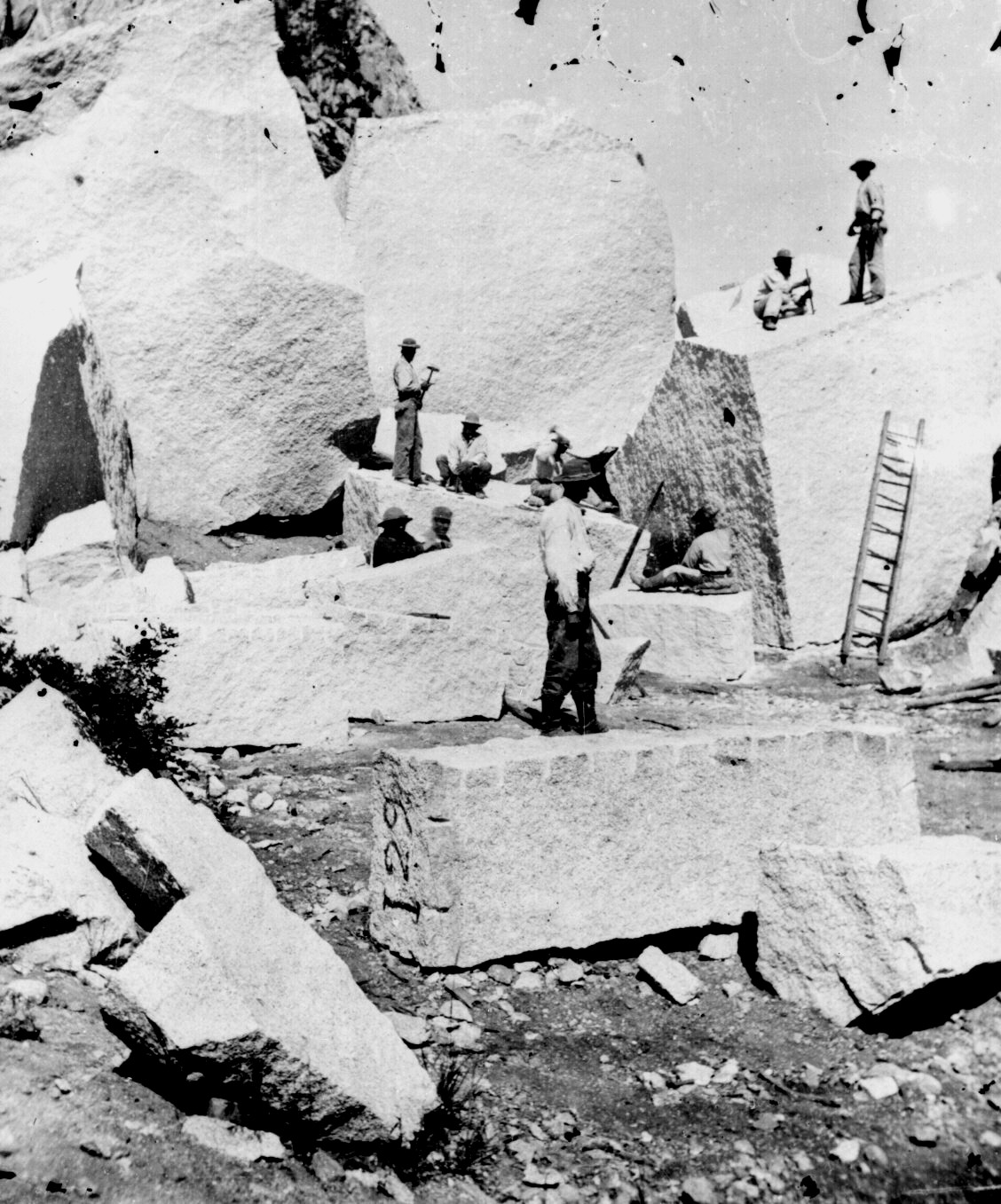
المحجر لمعبد سولت لايك مع الصخور والجماهير المنفصلة التي تعمل بها قواطع الحجر

المونزونيت الكوارتزي أو آداميليت هو صخرة متداخلة وفيلسية ونارية تحتوي على نسبة متساوية تقريبًا من فلسبار الأرثوكلاز والبلاجيوكليز. عادةً ما تكون فانيريتية ذات اللون الفاتح (خشنة الحبيبات) إلى صخورٍ جرانيتية بورفيرية. عادة ما يكون المكون السودي (NaAlSi3O8) للبلاجيوكليز ذو تكوين متوسط إلى أعلى، أي من رتبة المعدن الأينيسين إلى الأليغوكلاس. يوجد الكوارتز بكميات كبيرة.تشكل البيوتايت و / أو الهورنبلند المعادن الداكنة. غالبًا ما يتم الخلط بينها وبين الجرانيت بسبب تلوينه، لكن بينما يحتوي الجرانيت على أكثر من 20٪ من الكوارتز، فإن المونزونيت الكوارتزي لا يحتوي على أكثر من 20٪ ولا أقل من 5٪ من الكوارتز. والصخرة التي تحتوي على أقل من خمسة في المئة من الكوارتز تصنف على أنها مونزونيت. الصخرة التي تحتوي على الفلسبار القلوي بكثرة تصنف على أنها صخر السيانيت في حين وجود الفلسبار القلوي مع نسبة أكبر للبلاجيوكليز تصب الديوريت الكوارتزي. اللاتيت الكوارتزي يعادل الصخور البركانية دقيقة الحبيبات من المونزونيت الكوارتزي.
وغالبًا ما يرتبط رخام المونزونيت الكوارتزي بتمعدن النحاس في رواسب خام النحاس البورفيري.

## التوزيع الجغرافي
يمكن رؤية نتوء هائل من هذه الصخور البركانية على القمة الصلعاء لجبل كرويدون بالقرب من كورنيش، نيو هامبشاير. لأما عن جبل ستون ماونتن في جورجيا فهو عبارة عن مونادنوك أحادي الكوارتز.
تم استخدام المونزونيت الكوارتزي المستخرج من مقلع في ليتل كوتونوود كانيون في بناء العديد من المباني في سولت لايك سيتي بولاية يوتا، بما في ذلك كنيسة سولت لايك كنيسة يسوع المسيح لقديسي الأيام الأخيرة ومبنى إدارة الكنيسة ومركز المؤتمرات، وكذلك عاصمة ولاية يوتا.
الصخور الكبيرة في حديقة شجرة جوشوا الوطنية في جنوب كاليفورنيا هي صخور المونزونيت الكوارتزي.
بلوتون كبير في فص اتلانتا في ايداهو باثوليث، بالقرب من مكول، ايداهو، مصنوع من المونزونيت الكوارتزي.
يقع كل من المونزونيت الكوارتزي غيلفورد والمونزونيت الكوارتزي وودستوك في وسط ولاية ماريلاند.